# Handley Page HP.50 Heyford
L'Handley Page HP.50 Heyford era un bombardiere bimotore biplano prodotto dall'azienda britannica Handley Page negli anni trenta.
Malgrado un periodo di servizio operativo relativamente breve, venne impiegato da parecchi Squadron della Royal Air Force e fu uno dei più importanti bombardieri britannici della metà degli anni trenta; fu l'ultimo bombardiere pesante biplano ad operare nei reparti della RAF.

## Storia del progetto
Il progetto dell'Heyford, dal nome della base della RAF situata nell'Oxfordshire, nacque in risposta alla specifica B.19/27 emessa dall'Air Ministry con la quale, nel 1927, veniva richiesta la presentazione di proposte per un velivolo da bombardamento.
Curiosamente l'esito di quella richiesta portò alla realizzazione sia dell'ultimo bombardiere pesante biplano che del primo velivolo monoplano dello stesso tipo a prestare servizio nella RAF: unitamente all'Heyford ebbe così origine il progetto del Fairey Hendon.
Il prototipo, cui venne assegnata la designazione di fabbrica HP.38, venne portato in volo per la prima volta nel mese di giugno del 1930. L'ordine per la produzione in serie, emesso due anni dopo, comportava poche modifiche rispetto al primo esemplare: tra queste l'irrobustimento del carrello d'atterraggio che aveva evidenziato problemi strutturali nel corso delle prove valutative.
La produzione complessiva dell'Heyford toccò le 124 unità suddivise in tre diverse varianti, tra loro differenti prevalentemente in ragione del tipo di motori impiegato. L'ultimo esemplare uscì dalle catene di montaggio nel mese di luglio (o settembre) del 1936.

## Tecnica

### Struttura
Bimotore dalla struttura interamente metallica, l'Heyford era caratterizzato prevalentemente dalla disposizione della fusoliera che, diversamente dalla maggioranza dei velivoli dell'epoca, era collegata all'ala superiore: in questo modo l'abitacolo veniva a trovarsi ad oltre 5 m da terra.

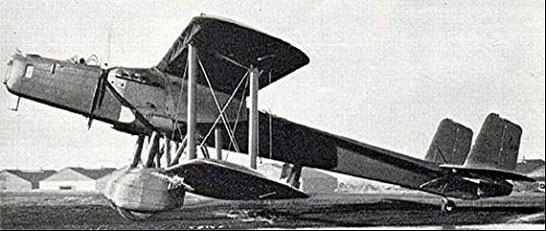
Vista laterale dell'Handley Page Heyford.

La scelta, da parte dei progettisti, di avvalersi di tale configurazione era dettata dalla volontà di facilitare quanto più possibile le operazioni di manutenzione a terra e determinò altre caratteristiche peculiari del velivolo: tra queste va annoverata la disposizione del vano bombe, alloggiato nella sezione centrale del piano alare inferiore.
La fusoliera era realizzata in quattro diverse sezioni tra loro imbullonate: nella prima sezione, di tipo monoscocca, erano alloggiati tre dei quattro membri dell'equipaggio (il bombardiere/navigatore/mitragliere anteriore, il pilota ed il marconista) in comparti tra loro separati da paratie; la cabina di pilotaggio era scoperta, riparata da un parabrezza.
I due piani alari erano di uguale dimensione; quello superiore, collegato direttamente alla fusoliera, sorreggeva le gondole dei motori ed era collegato a quello inferiore (disposto in posizione leggermente sfalsata verso coda) da due coppie di montanti integrato da tiranti in cavetto d'acciaio incrociati. Dalle gondole dei motori una struttura "a V" rovesciata si collegava, da un lato, al piano alare inferiore e, dall'altro, alla carenatura del carrello d'atterraggio (fisso) la quale, a sua volta, si integrava nella zona posteriore con l'ala.
Nel tronco centrale della fusoliera trovava posto un secondo mitragliere al quale era affidata la postazione ventrale, disposta in una struttura retrattile, a forma di "bidone dei rifiuti", sporgente al di sotto della fusoliera; l'impiego della mitragliatrice dorsale era invece demandato al marconista. All'estremità posteriore della fusoliera l'impennaggio era costituito da due piani verticali e dal piano orizzontale di tipo monoplano, controventato inferiormente. Nella parte inferiore vi era, infine, il ruotino di coda.

### Motore
L'Heyford montò, nella totalità degli esemplari costruiti, il motore Rolls-Royce Kestrel: si trattava di un dodici cilindri a V, con raffreddamento a liquido. L'impiego riguardò versioni costantemente aggiornate e sempre più potenti del propulsore. Tra le notizie reperite, risulta che nella versione Mk.II dell'Heyford la potenza originaria del motore (640 hp) fosse stata volutamente ridotta, a vantaggio dell'affidabilità per l'impiego sulle lunghe distanze.

### Armamento
L'Heyford era armato con tre mitragliatrici Lewis, calibro 0.30 in, disposte una ciascuna nelle tre postazioni (di prua, dorsale, ventrale) di cui si è già fatto cenno.
Le bombe potevano essere alloggiate sia nel vano bombe ricavato nella zona centrale dell'ala inferiore, sia sotto le semiali. La quantità di carico offensivo trasportato variava a seconda del tipo di operazione, in quanto incideva sull'autonomia operativa del velivolo; il carico massimo trasportabile viene indicato in 3 500 lb (circa 1 600 kg).

## Impiego operativo

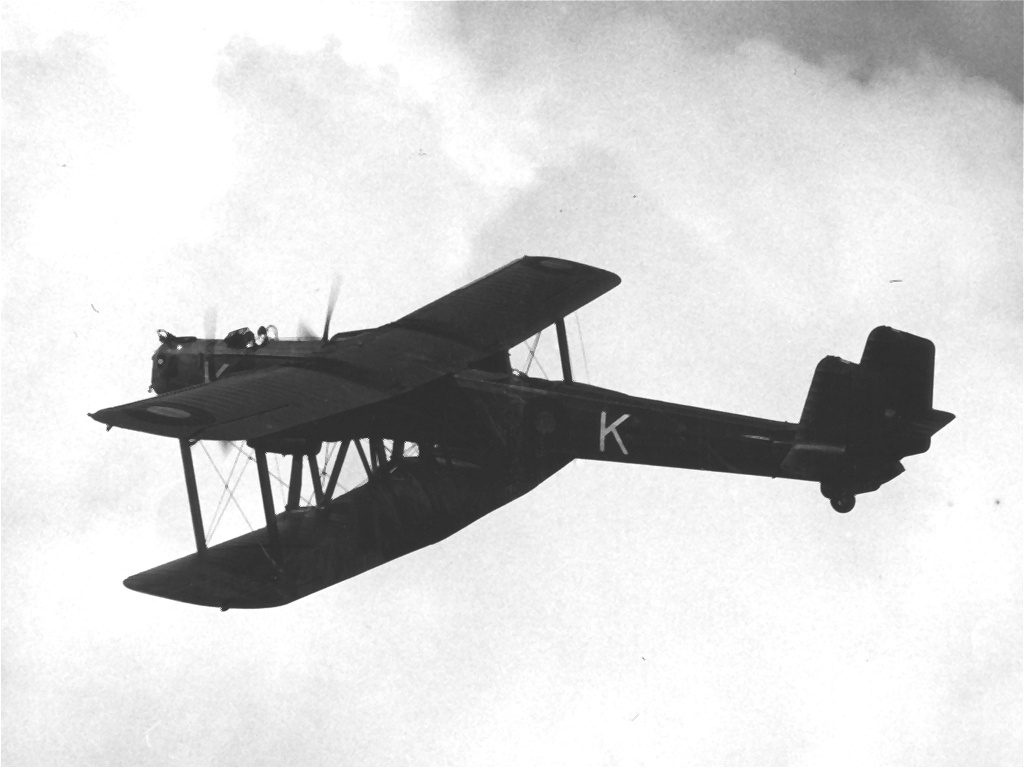
Un Heyford in azione.

L'impiego dell'Heyford ebbe inizio nel giugno del 1933 quando i primi esemplari di serie vennero assegnati al No.99 Squadron della RAF; il reparto fu completamente equipaggiato con il nuovo biplano entro la fine del marzo successivo e furono 11 gli Squadrons che lo ricevettero nel periodo di massimo impiego.
Già nel corso del 1937 il velivolo era considerato obsoleto anche se l'ultimo esemplare venne dismesso dai reparti di prima linea solo il 2 settembre 1939 quando, il giorno prima dello scoppio della seconda guerra mondiale, il No.166 Squadron completò il passaggio agli Armstrong Witworth Whitley.
Pur non avendo mai preso parte ad eventi bellici, i sei reparti ancora equipaggiati con gli Heyford nel corso del 1938, vennero allertati e approntati per la missione operativa nel corso della crisi dei Sudeti.
L'impiego degli Heyford, stante la carenza di velivoli più moderni adatti allo scopo, proseguì anche in epoca successiva, per l'addestramento degli equipaggi (in particolare bombardieri e mitraglieri): solo dopo l'estate del 1940 (o del 1941) gli ultimi esemplari vennero radiati definitivamente, anche se l'esemplare immatricolato "K5184" risulta impiegato ancora per voli di prova nell'agosto del 1944.
A tal proposito l'impiego dell'Heyford durante voli di sperimentazione delle prime apparecchiature radar ebbe inizio già nel corso del 1936 e viene, da alcuni, considerato come il compito più prezioso svolto dal velivolo nel corso della propria carriera operativa.

## Versioni
I dati sulle versioni, se non diversamente indicato, sono tratti da "Enciclopedia l'Aviazione".
- HP.38: prototipo, portato in volo per la prima volta nel giugno del 1930;
- HP.50: versione di serie dell'Heyford, di cui furono costruiti complessivamente 124 esemplari, in tre diverse varianti:
  - Mk.I: costruita in 15 esemplari, dei quali il primo volò nel giugno del 1933; montava il Rolls-Royce Kestrel nella versione IIIS da 575 hp e generatore elettrico alimentato da un'elica mossa dal vento[4][9];
    - Mk.IA: 23 esemplari pressoché identici ai precedenti, ma dotati di generatore elettrico a motore[4][9];

  - Mk.II: versione costruita in 16 esemplari, dotati di motore Kestrel VI capace di una potenza nominale di 640 hp ma depotenziato[4][9];
  - Mk.III: si trattò di 70 velivoli che vennero motorizzati con i Kestrel VI senza alcuna limitazione di potenza[4][9].

## Utilizzatori
Regno Unito
- Royal Air Force